# 尾白內車站
尾白內車站（日语：／ Oshironai eki */?）是由北海道旅客鐵道（JR北海道）所經營的鐵路車站，位於日本北海道茅部郡森町尾白町，是JR北海道函館本線（砂原支線）沿線的一個無人車站，屬於函館支社的管轄範圍，並由森車站負責管理。
名稱源自阿伊努語的「o-sirar-nay」，意思是下游有巨石的河川。

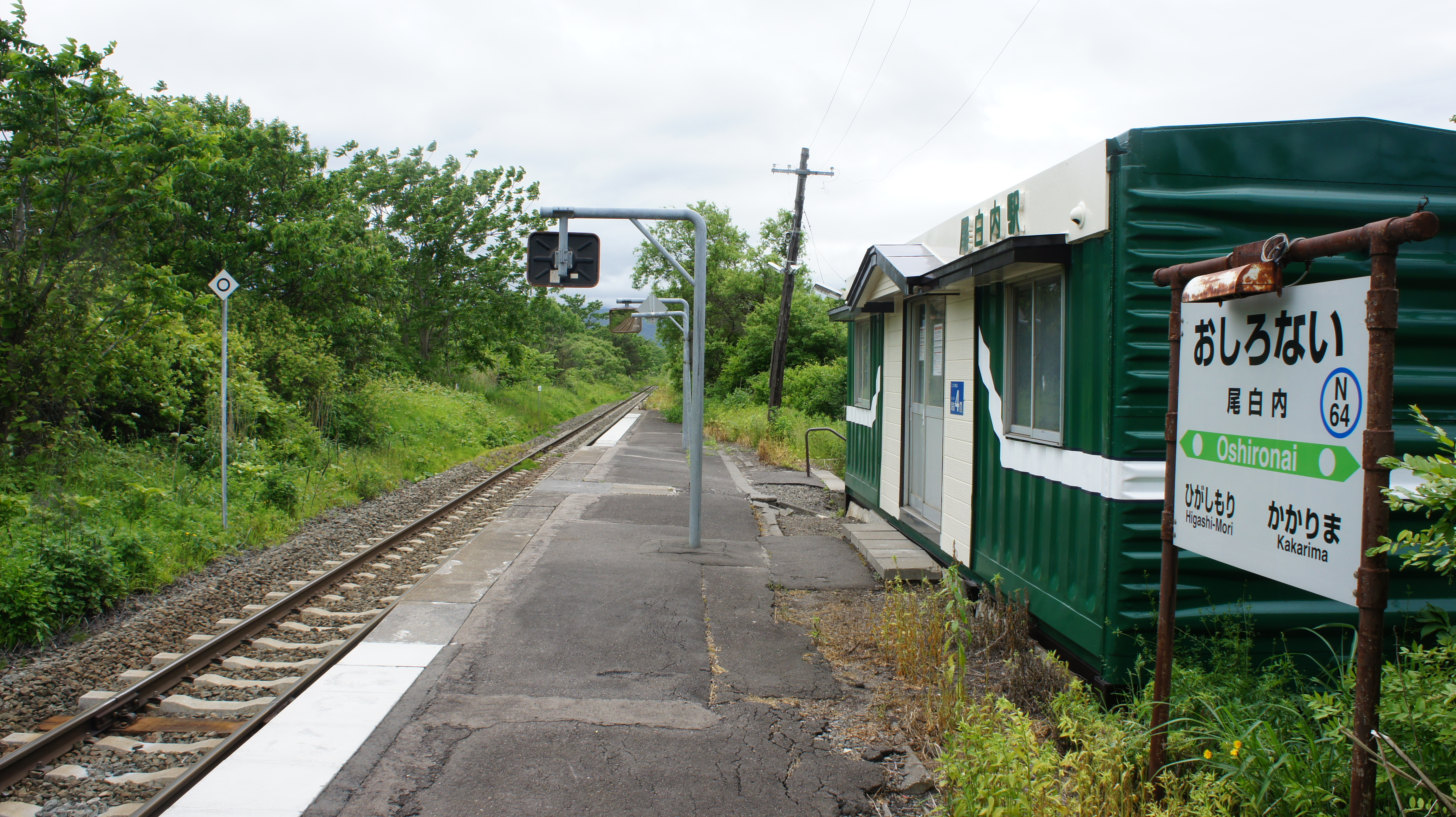
月台(2018年6月)

## 簡介
站內設有一座側式月台一條乘車線。在過去本站原本設有一對相對式月台，但靠近站房的原上行用月台已經撤除。1988年時原有的舊站房因為老舊損壞而拆除，JR北海道改用Wamu8000型貨車（ワム80000形）改裝而成的站房替代。

## 相鄰車站
北海道旅客鐵道（JR北海道）
■函館本線（砂原支線）
掛澗（N65）－尾白內（N64）－東森（N63）

### 曾經存在的路線
渡島海岸鐵道
渡島海岸鐵道線
東森－尾白內－尾白內學校裏停留所－押出停留所－掛澗

## 外部連結
- JR北海道尾白內站

42°6′40.4″N 140°36′48.47″E / 42.111222°N 140.6134639°E